# Ancien tramway de Clermont-Ferrand

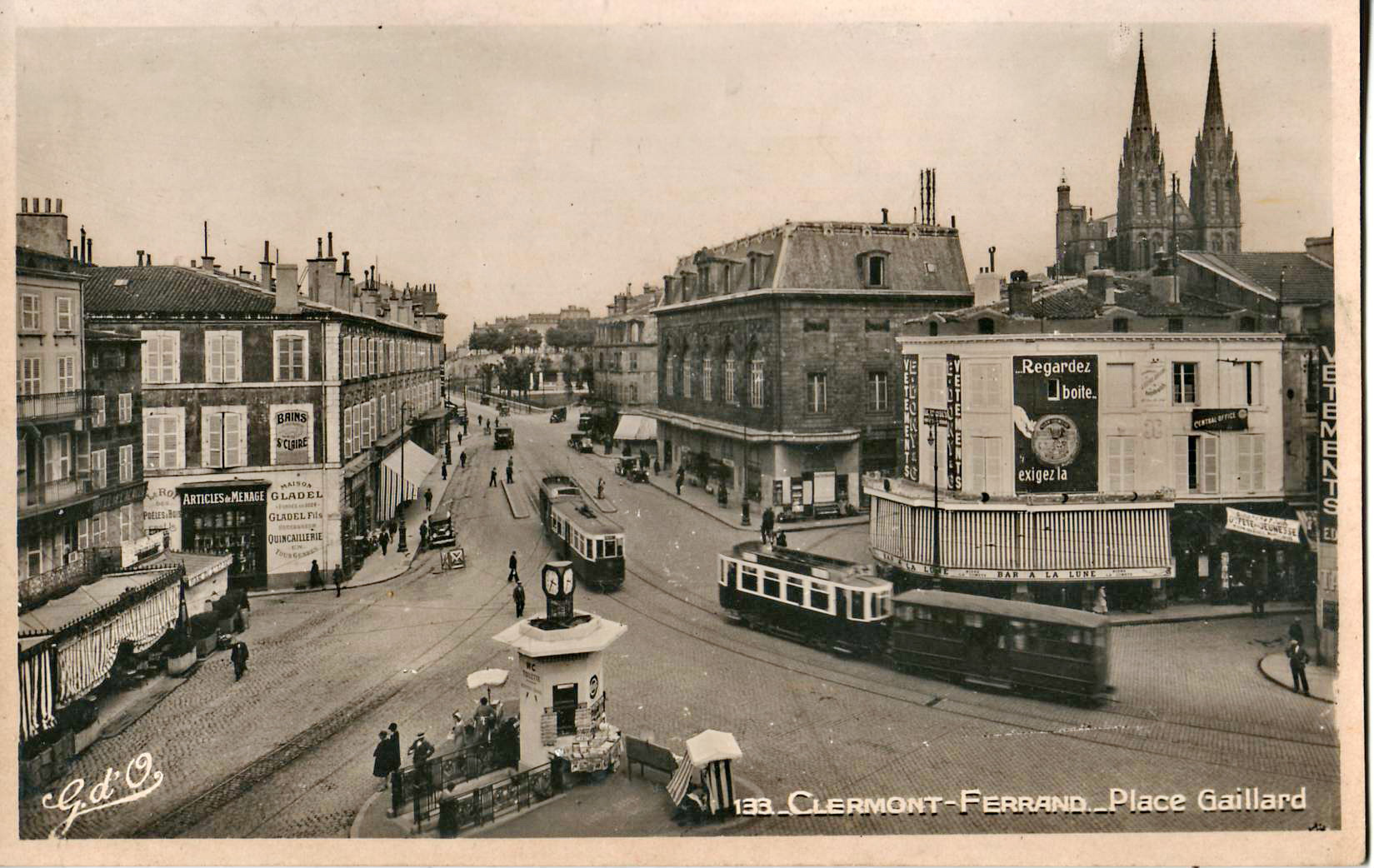
Place Gaillard : croisement de 2 tramways tractant chacun une remorque

L'ancien tramway de Clermont-Ferrand est un réseau de tramway ayant fonctionné entre 1890 et 1956.

## Histoire
La concession d'une ligne de tramway entre Montferrand et Royat avec embranchement vers la gare est attribuée à un ingénieur, monsieur Jean Claret, le 27 janvier 1888 (décret n°19055, bulletin 1156 - IIIème série).
Ce dernier crée la société en commandite Jean Claret & Cie. À cette dernière se substitue en date du 13 décembre 1893 la Compagnie des tramways électriques de Clermont-Ferrand créée le 2 mai de cette même année .
Le 23 décembre 1911, la Compagnie des tramways électriques de Clermont-Ferrand fusionne avec la Compagnie du chemin de fer de Clermont-Ferrand au sommet du Puy-de-Dôme pour former la Compagnie des tramways de Clermont-Ferrand et du Puy-de-Dôme.
La première ligne du tramway de Clermont-Ferrand est mise en service le 7 janvier 1890 par la Compagnie des tramways électriques de Clermont-Ferrand. Le tramway de Clermont-Ferrand se distingue dès son ouverture en utilisant les premiers véhicules à traction électrique et alimentation par trolley mis en service en France. Le système d'alimentation électrique étant identique à celui du Tramway Vevey-Montreux-Chillon en Suisse.

Carte animée de l'évolution des infrastructures ferroviaires de l'agglomération de Clermont-Ferrand, dont celle des anciens et actuels tramways, de 1880 à nos jours.

La première ligne à voie métrique reliait Montferrand à la place de Jaude. Rapidement un prolongement est ouvert jusqu'à Royat empruntant l'avenue des Thermes. Vingt-deux « voitures » à deux essieux (tous moteurs pour grimper les pentes) assurent le service. En 1902, une section entre la place de Jaude et la place Delille, via la place Gaillard est ouverte. Puis en 1913, une liaison vers la gare, via les Salins, ainsi qu'une courte section entre la place Gaillard et le quartier Fontgiève sont mises en service. En 1914, une ligne est ouverte entre Beaumont et le centre-ville, via l'actuelle avenue de la Libération, suivant le trajet de l'actuelle ligne 4.
Juste avant la guerre de 1914-1918, le parc est modernisé. Tout au long de la première moitié du XXe siècle, du matériel roulant neuf est régulièrement acquis afin de faire face à la croissance du trafic et à l'ouverture de nouvelles lignes. En 1932, le parc est constitué de 33 motrices et 24 remorques.
Au lendemain de la Première Guerre mondiale, la ligne de Beaumont est prolongée jusqu'au site de la vallée de l'Artière à Ceyrat. Dès lors de nombreux Clermontois vont pouvoir aller au vert le dimanche et sur la grande rue de Ceyrat (ancienne nationale) vont se développer de nombreux restaurants et autres buvettes. En 1928, une liaison vers Aubière est créée suivant le trajet de l'actuelle ligne 3, via l'avenue Léon Blum.
À la fin de la Seconde Guerre mondiale, le tramway clermontois n'a que légèrement souffert des restrictions. Malgré un matériel roulant datant des années 1930, le service reste de qualité et apprécié des usagers. Toutefois, les préceptes urbanistiques ont changé et il faut faire place à la voiture. Un grand programme « d'amélioration de la circulation » à Clermont-Ferrand est mis en place. Il prévoit la création de boulevards urbains élargis grâce à la suppression des alignements d'arbres, de nombreuses mises en sens unique, la création de nombreux carrefours à feux et la suppression du tramway qui, situé en milieu de chaussée, « obstrue » la circulation des automobiles lors de ses arrêts. Ainsi dès 1950, les lignes sont progressivement remplacées par des bus.
Le réseau disparait entre 1933 et 1956. Le dernier tramway clermontois sur rail roula le 17 mars 1956, il est remplacé par un réseau de lignes d'autobus. En de nombreux endroits, les rails et pavés sont simplement recouverts d'asphalte et non supprimés.
Plus tard, le nouveau tramway de Clermont-Ferrand est mis en service en 2006.

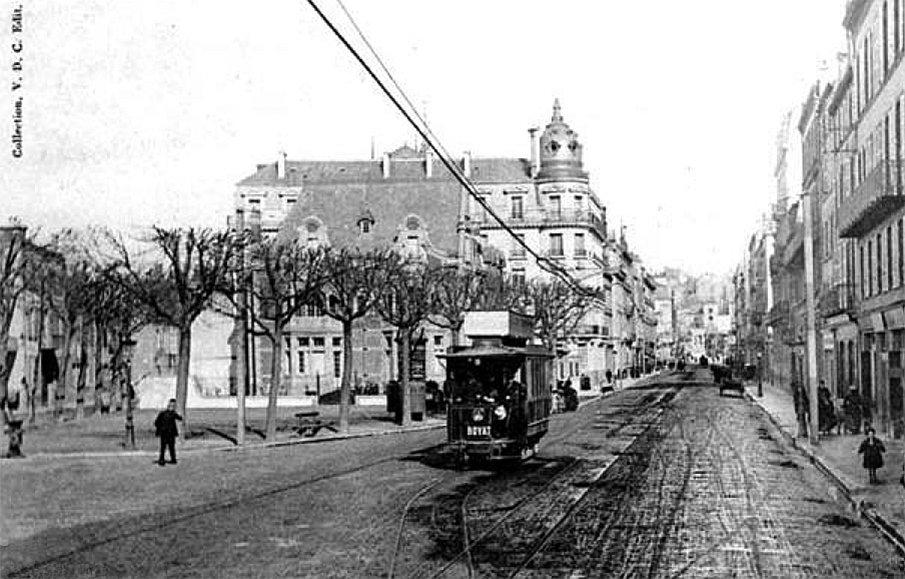
Tramway électrique (début des années 1900)
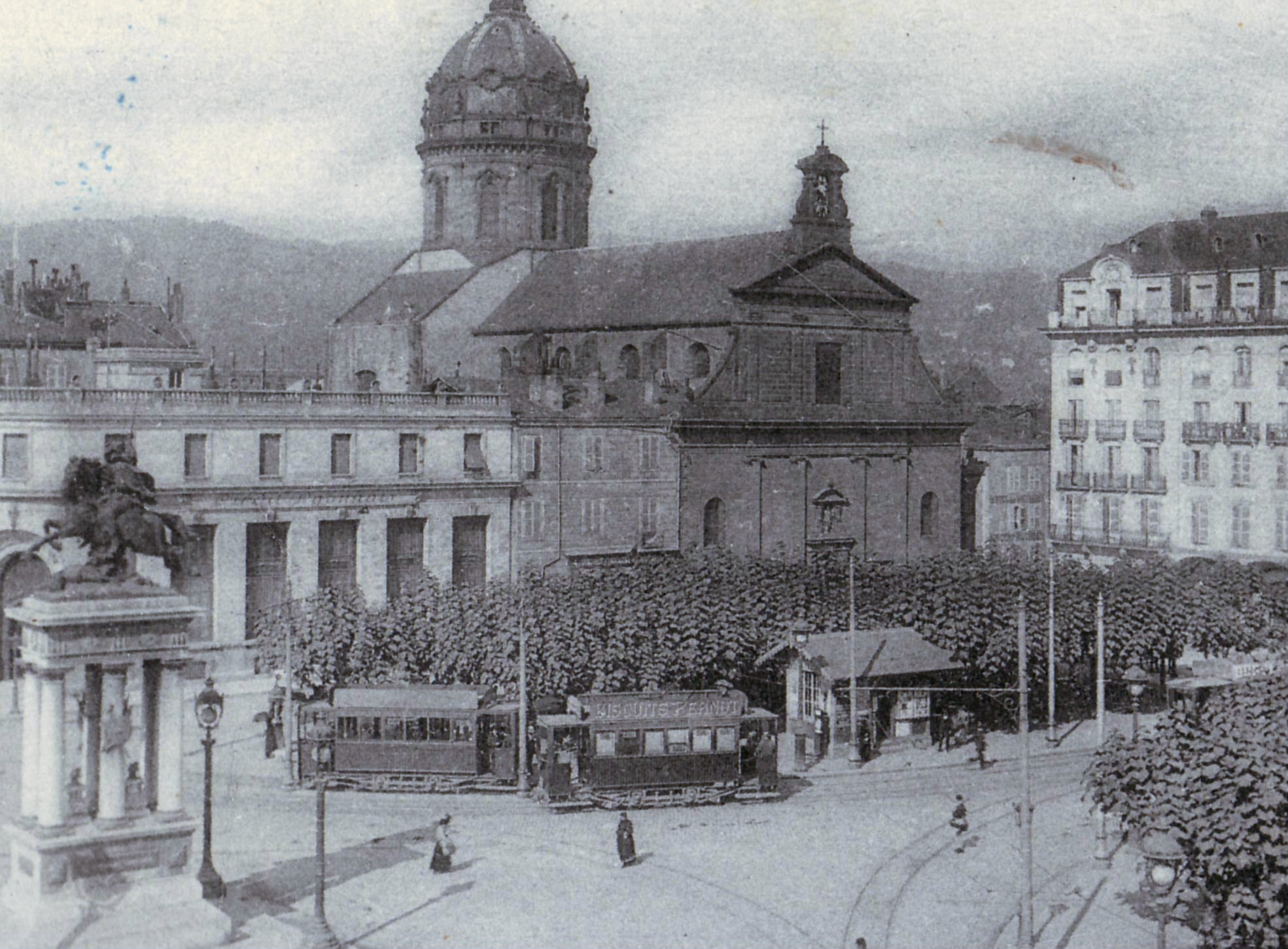
Vue de la station de la Place de Jaude, avant la Première Guerre mondiale.
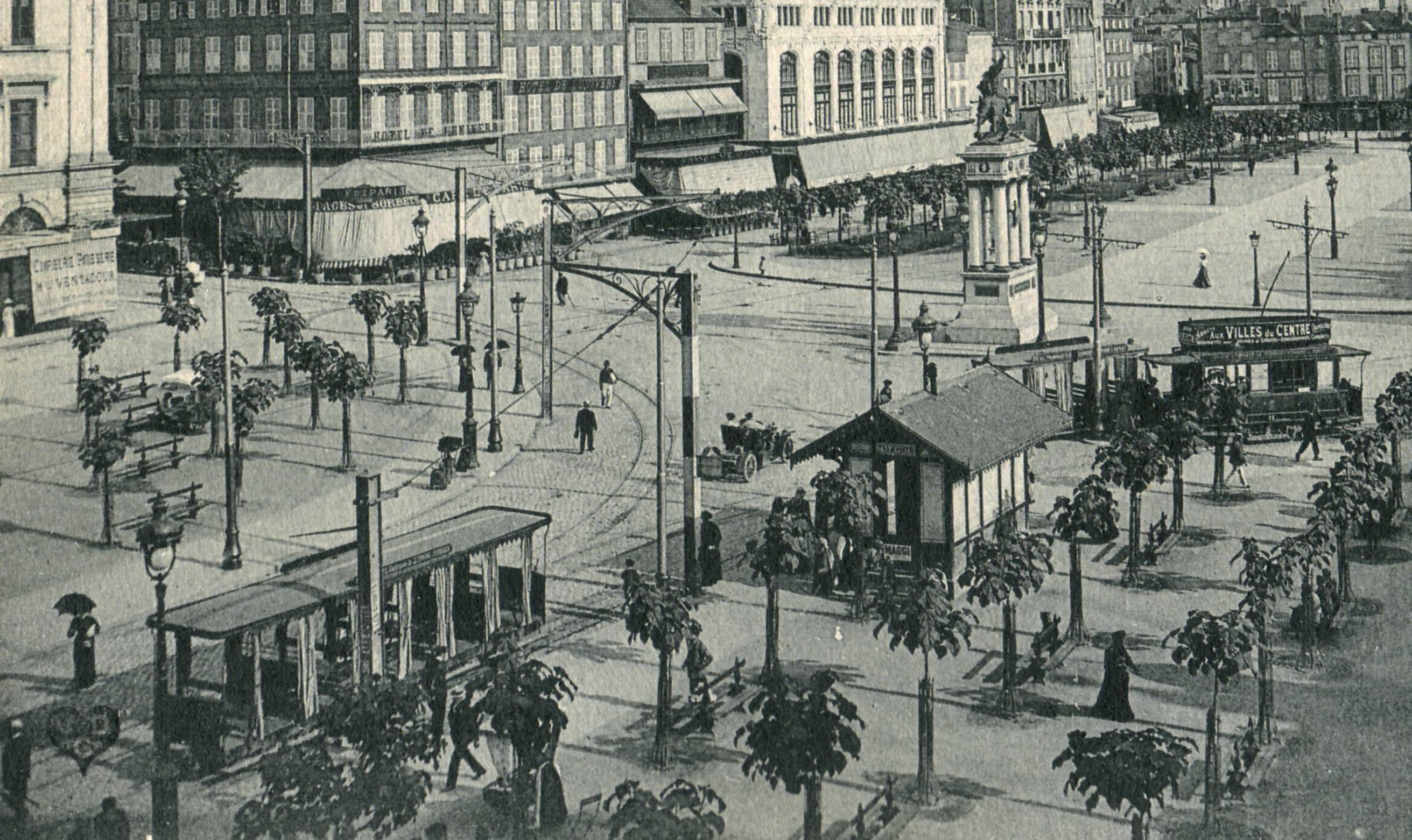
La Place de Jaude venait d'être ornée de la Statue équestre de Vercingétorix lorsque cette photo fut prise depuis les fenêtres de l'Hôtel de la Poste.On y distingue successivement une baladeuse (voiture ouverte) en stationnement, le kiosque du tramway, puis une rame.
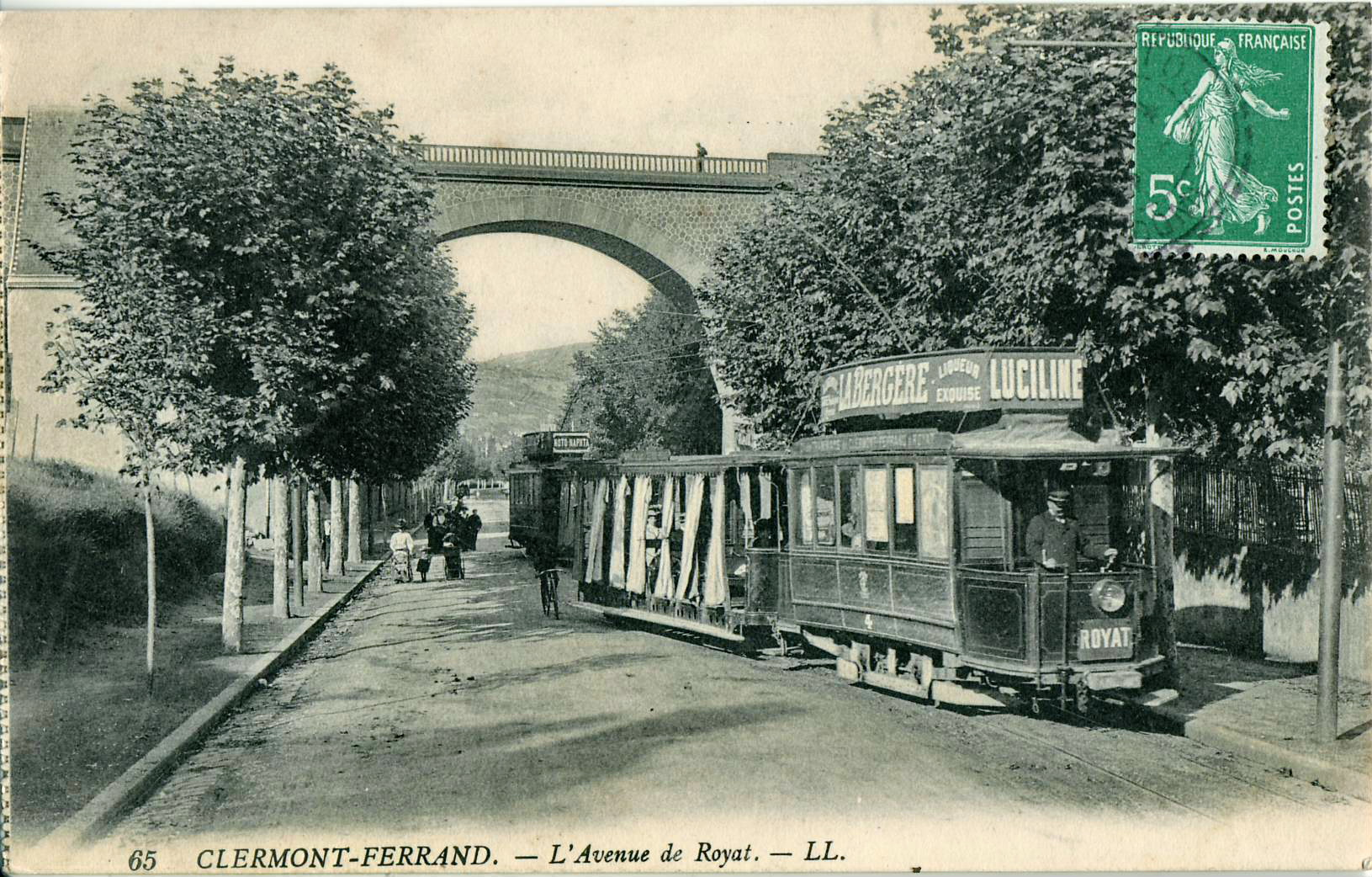
Un tramway avec sa remorque ouverte pour Royat, avant la Première Guerre mondiale.
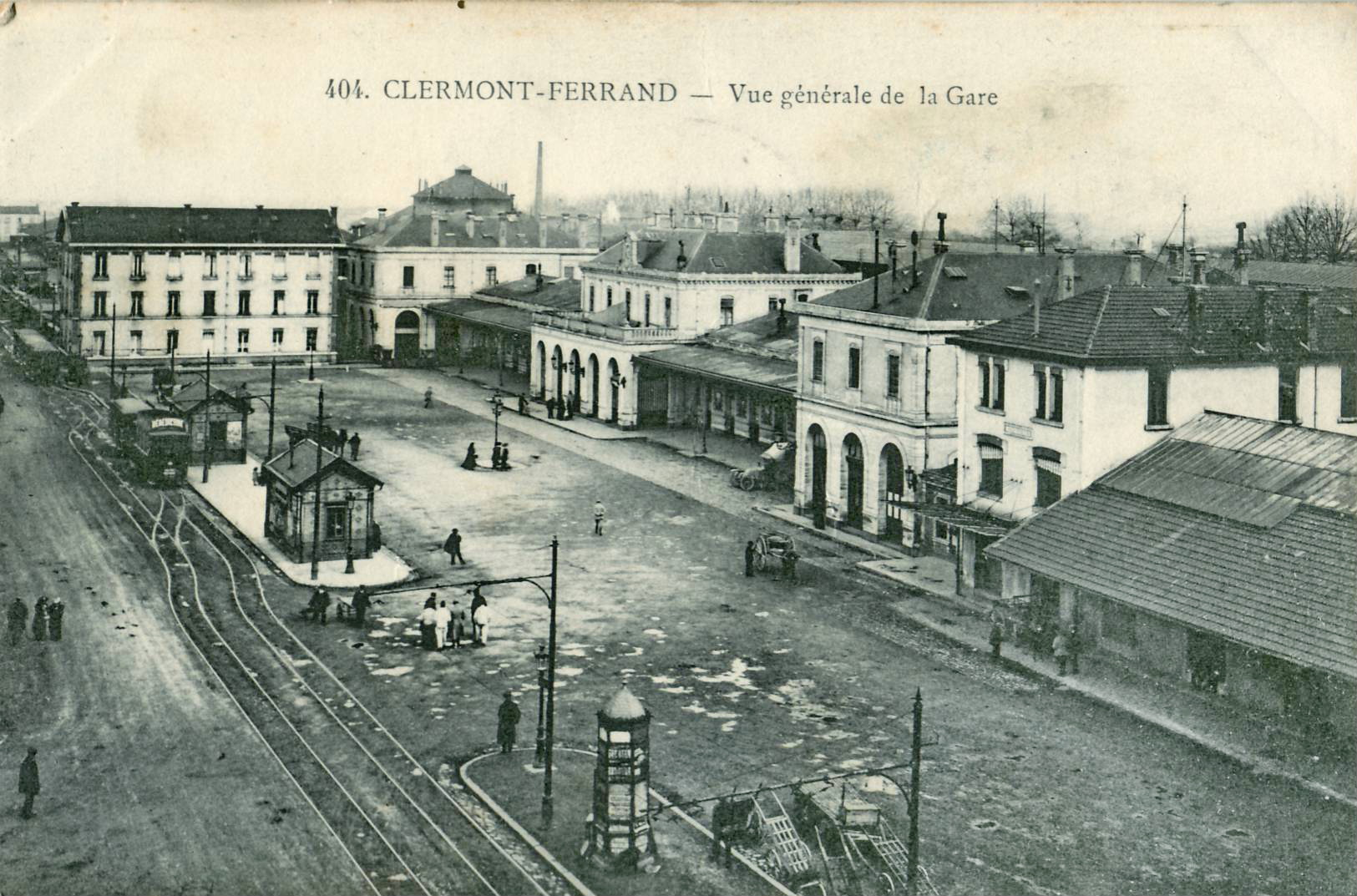
On distingue parfaitement le plan de voie du tramway devant la gare de Clermont, sur cette carte oblitérée en 1916.
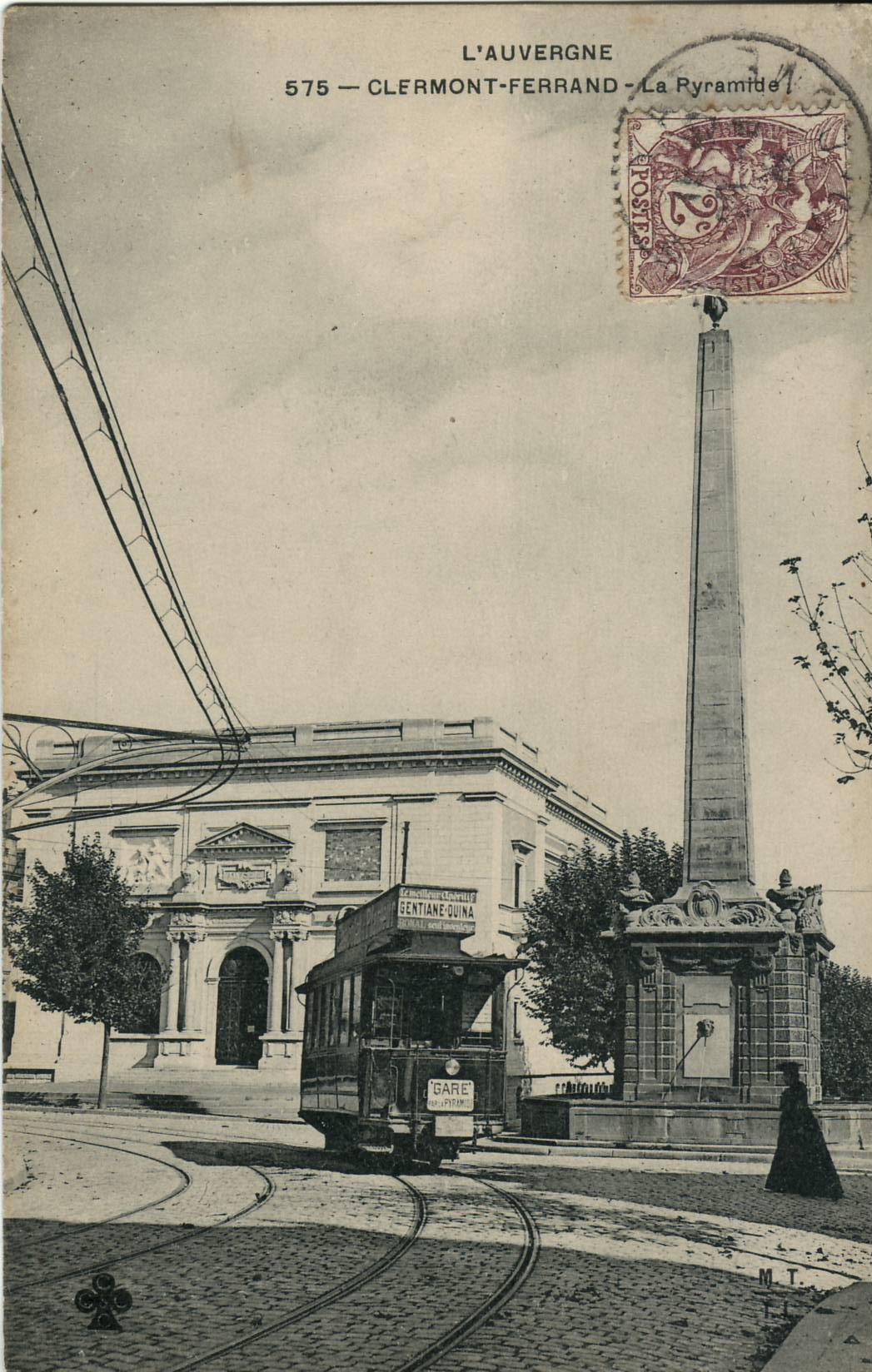
Le système de captage du courant reposait sur une navette circulant à l'intérieur d'un tube de cuivre percé servant de caténaire. C'est ce qui explique la lourdeur du dispositif, bien visible sur cette carte postale.

## Les lignes
- Montferrand - Place de Jaude - Royat (6,6 km): ouverture en 1890 - suppression en 1956 ;
- Place de Jaude - Gare (0,9 km): ouverture en 1890 - suppression en 1956 ;
- Place Delille - Boulevard de la Pyramide - Place de Jaude (1,6 km): ouverture en 1895 - suppression en 1917[6].

### Évolution du réseau
- Place Lamartine - Les Quatre Routes (2,5 km) : ouverture en octobre 1912 [7]- suppression en 1933 ;
- Place Gaillard - Fongiève (0,8 km) : ouverture en mai 1913 - suppression en 1929 ;
- Place de Jaude - Place des Salins - Gare (2 km) : ouverture en mai 1913 - suppression en 1956 ;
- Place des Salins - Beaumont (2,2 km) : ouverture en juin 1914 - suppression en 1956 ;
- Montferrand - Arsenal des Gravranches (1,3 km):  ouverture en juin 1917 - suppression en 1921[8] ;
- Beaumont - Ceyrat : ouverture en juin 1922 - suppression en 1956 ;
- Place de Jaude - Aubière : ouverture en septembre 1928 - suppression en 1949.

Le dépôt et l'usine électrique sont situés à Montferrand.

## L'alimentation électrique
Le courant est fourni par une usine située à Montferrand dans le dépôt. Le courant est distribué à la tension de 500 volts.
À l'origine, l'alimentation des véhicules se fait par une ligne aérienne constituée d'un tube de cuivre. La prise de courant s'effectue par un système de navette coulissante à l'intérieur de ce tube, fendu dans sa partie inférieure. Cette navette est tirée par le tramway.
Ce système est analogue à celui qui équipa en Suisse  le tramway Vevey-Montreux-Chillon à son ouverture en 1888. Il était réalisé par la firme Cuénod Sautter & Cie située à Genève.
Monsieur Jean Claret avait appliqué une innovation sur le tramway clermontois: le retour du courant se faisait par le rail et non par un deuxième conducteur aérien comme à Vevey.
En 1907, une ligne aérienne classique est installée et les véhicules équipés d'une prise de courant par perche.

## Le matériel roulant
Motrices (1899-1907)
- N° 1 à 18, livrées en 1889, à essieux, remotorisées en 1898 ;

Motrices (1907-1914)
- N° 1 et 2, livrées en 1907 par la Buire, à essieux ;
- N° 3 à 6, construites en 1908 par la compagnie, à essieux ;
- N° 7 à 14, construites en 1908 par la compagnie, à essieux ;
- N° 15 et 16, construites en 1909 par la compagnie, à essieux ;
- N° 17 et 18, livrées en 1912, à essieux ;
- N° 19 et 20, livrées en 1914, à essieux ;
- N° 21 et 22, construites en 1909 par la compagnie, à essieux ;
- N° 23 et 24, livrées en 1910, à essieux ;
- N° 25 -  27, livrées en 1913, à essieux ;
- N° 28 à  30, livrées en 1914, à essieux ;
- N° 31 à  39, numéros attribués à des motrices de 1908, à essieux ;

Motrices (1919-1956)
- N° 40 à 44, livrées en 1918, à essieux ;
- N° 45 à 51, construites en 1922 par la compagnie, à essieux ;
- N° 52 à 110, numéros attribués aux remorques ;
- N° 111 à 114, livrées en 1923, à essieux ;
- N° 115 à 117, acquises en 1923, ex-tramway de Rodez, à bogies ;
- N° 118 à 122, livrées  en 1925; à essieux ;
- N° 130 à 139, livrées en 1930, type UVF, avec plateforme centrale, à essieux ;

Remorques (1907-1918)
- N° 51 à 54, ouvertes à essieux ;
- N° 55 à 58, anciennes motrices transformées, à essieux ;
- N° 59 à 60, acquises en 1909, ex-tramway d'Angers, ouvertes à essieux ;
- N° 61 à 66, anciennes motrices transformées, à essieux ;
- N° 70 à 75, construites en 1912 par la compagnie, à essieux ;
- N° 80 à 88, livrées en 1913, à essieux ;
- N° 90 à ...,livrées vers 1920, à essieux[réf. nécessaire] ;
- N° 101 à 104, livrées en 1905 par la Buire; ouvertes, à bogies ;
- N° 105 à 110, construites en 1918 par la compagnie, à essieux.